# Seznam zápasů fotbalové reprezentace Pobřeží slonoviny na MS
Fotbalová reprezentace Pobřeží slonoviny byla celkem 3x na mistrovstvích světa ve fotbale a to v letech 2006, 2010, 2014.
- Aktualizace po MS 2014 - Počet utkání - 9 - Vítězství - 3x - Remízy - 1x - Prohry - 5x

| Číslo | Soupeř              | Výsledek | MS      | Fáze turnaje       | Góly Pobřeží slonoviny                                       |
| ----- | ------------------- | -------- | ------- | ------------------ | ------------------------------------------------------------ |
| 1.    | Argentina           | 1 – 2    | MS 2006 | základní skupina C | Didier Drogba                                                |
| 2.    | Nizozemsko          | 1 – 2    | MS 2006 | základní skupina C | Bakari Koné                                                  |
| 3.    | Srbsko a Černá Hora | 3 – 2    | MS 2006 | základní skupina C | Aruna Dindane (1 + 1 z penalty), Bonaventure Kalou (penalta) |
| 4.    | Portugalsko         | 0 – 0    | MS 2010 | základní skupina G |                                                              |
| 5.    | Brazílie            | 1 – 3    | MS 2010 | základní skupina G | Didier Drogba                                                |
| 6.    | Severní Korea       | 3 – 0    | MS 2010 | základní skupina G | Yaya Touré, Romaric, Salomon Kalou                           |
| 7.    | Japonsko            | 2 – 1    | MS 2014 | základní skupina C | Wilfried Bony, Gervinho                                      |
| 8.    | Kolumbie            | 1 – 2    | MS 2014 | základní skupina C | Gervinho                                                     |
| 9.    | Řecko               | 1 – 2    | MS 2014 | základní skupina C | Wilfried Bony                                                |